# Lluny d'ella
Lluny d'ella (títol original en anglès Away from Her) és una pel·lícula de 2006, dirigida per la realitzadora i actriu canadenca Sarah Polley.

## Argument
Un home, Grant Anderson (interpretat per Gordon Pinsent) ha de fer cara a la malaltia de la seva dona (Julie Christie), afectada d'Alzheimer, que és internada. Una història d'amor comença entre ella i un altre pacient, deixant Grant impotent de cara als esdeveniments. Grant decideix llavors anar a trobar la dona del qui ha encisat la seva esposa, Marian (Olímpia Dukakis).

## Repartiment
- Gordon Pinsent: Grant Anderson
- Stacey LaBerge: Fiona de jove
- Julie Christie: Fiona Anderson
- Olympia Dukakis: Marian
- Wendy Crewson: Madeleine Montpellier

## Crítica
- "Una madura, compassiva i dolorosament humana història d'amor amb alzheimer, atenta a minúsculs moviments anímics, neta de sentimentalismes i cops baixos."

- "Maduríssima opera prima (...) un quartet d'actors en estat de gràcia (...) una radiografia de l'amor en temps amnèsics (...) Puntuació: ★★★★ (sobre 5)."[4]

## Premis i nominacions
Premis
- Globus d'Or a la millor actriu dramàtica per Julie Christie
- La pel·lícula va guanyar set de les vuit nominacions que va tenir als premis Genie[5]

Nominacions
- Oscar a la millor actriu per Julie Christie
- Oscar al millor guió adaptat per Polley